# Закінф (місто)
Закінтос (грец. Ζάκυνθος) — місто в Греції, столиця ному Закінтос, а також однойменного острова.

## Географія
До складу муніципалітету Закінтос входять також поселення Абелокіпі, Бохалі́ та Арга́сі. Адміністративно муніципалітету підпорядковується невеличка група Строфадських островів, розташованих на відстані близько 50 км від узбережжя в Іонічному морі.

### Клімат
Місто знаходиться у зоні, котра характеризується середземноморським кліматом. Найтепліший місяць — липень із середньою температурою 25.6 °C (78 °F). Найхолодніший місяць — січень, із середньою температурою 10.6 °С (51 °F).
| Клімат Закінфа          | Клімат Закінфа | Клімат Закінфа | Клімат Закінфа | Клімат Закінфа | Клімат Закінфа | Клімат Закінфа | Клімат Закінфа | Клімат Закінфа | Клімат Закінфа | Клімат Закінфа | Клімат Закінфа | Клімат Закінфа | Клімат Закінфа |
| Показник                | Січ.           | Лют.           | Бер.           | Квіт.          | Трав.          | Черв.          | Лип.           | Серп.          | Вер.           | Жовт.          | Лист.          | Груд.          | Рік            |
| Середній максимум, °C   | 13,9           | 13,9           | 16,1           | 18,9           | 22,8           | 27,8           | 31,1           | 31,1           | 27,8           | 22,8           | 18,9           | 16,1           | 21,8           |
| Середня температура, °C | 11             | 11             | 13             | 15             | 19             | 24             | 26             | 26             | 23             | 19             | 16             | 13             | 18             |
| Середній мінімум, °C    | 7,8            | 7,8            | 8,9            | 11,1           | 13,9           | 17,8           | 20             | 21,1           | 18,9           | 16,1           | 12,2           | 10             | 13,8           |
| Норма опадів, мм        | 158            | 104            | 90             | 48             | 21             | 7              | 6              | 8              | 36             | 141            | 153            | 201            | 975            |
| Днів з опадами          | 12             | 11             | 10             | 9              | 6              | 4              | 2              | 3              | 4              | 7              | 10             | 12             | 90             |
| ----------------------- | -------------- | -------------- | -------------- | -------------- | -------------- | -------------- | -------------- | -------------- | -------------- | -------------- | -------------- | -------------- | -------------- |
| Джерело: Weatherbase    |                |                |                |                |                |                |                |                |                |                |                |                |                |

## Історія
Завдяки археологічним знахідкам встановлено, що перше поселення на території сучасного міста Закінтос існувало ще у доісторичні часи. Перша згадка про Закінтос зустрічається і «Іліаді» Гомера, перша історична згадка пов'язана із завоюванням острова правителем сусідньої Кефалінії. Закінтос швидко виріс і впродовж майбутніх 650 років був заможним полісом.
У 2 столітті до н. е. Закінтос завоювали римляни, спадкоємицею яких пізніше у Середні віки стала Візантійська імперія. Однак Закінтос, знаходячись на краю імперії, дуже швидко став легкою здобиччю для венеційців, які підкорили весь острів у 13 столітті. Венеційців невдовзі здолала Османська імперія, культура якої значно вплинула на мешканців острова та його столиці зокрема. Передусім це знайшло відображення в архітектурі, одязі та навіть мові. Тим не менш тут зберглася і грецька мова і православна віра. На початку 19-го століття контроль над островом перейшов до Великої Британії, з того часу він був відомий як Занте. До незалежної Греції острів Закінтос приєднався 1864 року.
Під час Першої та Другої світової війни місто залишалось неушкодженим, проте 1953 року його майже знищив щемлетрус. Закінтос був відбудований практично повністю наново.

## Персоналії

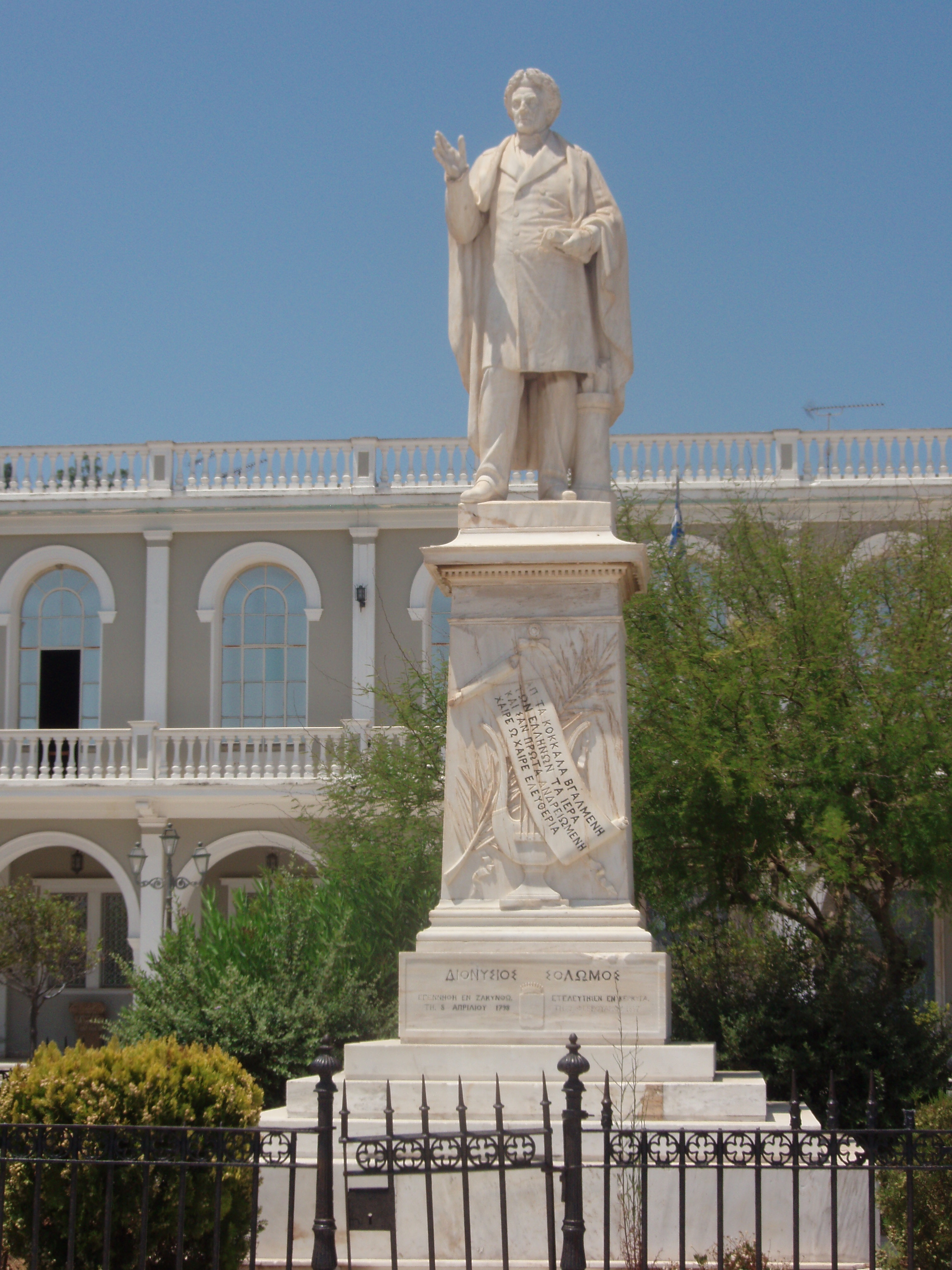
Пам'ятник Діонісіосу Соломосу на площі Соломоса в Закінтосі

- Діонісій Закінтоський — святий, покровитель міста і острова Закінтос.
- Діонісіос Соломос — один з фундаторів новогрецької поезії, автор національного гімну Греції «Гімн про волю».
- Павлос Каррер — грецький композитор.
- Уго Фосколо — італійський письменник і революціонер.
- Андреас Калвос — грецький поет.